# Matvéi Kuzmín
Matvéi Kuzmich Kuzmín (en ruso: Матвей Кузьмич Кузьмин, AFI: [mɐˈtvʲej kʊˈzmʲin]; 3 de agosto de 1858–14 de febrero de 1942) fue un campesino ruso que murió durante la Segunda Guerra Mundial. Fue nombrado de forma póstuma Héroe de la Unión Soviética el 8 de mayo de 1965, siendo la persona de mayor edad en recibir este honor, considerando la edad que tenía cuando murió.

## Primeros años
Kuzmín nació en 1858 en la localidad de Kurákino, en el distrito (entonces uyezd) de Velikolukski, en el óblast de Pskov.
Trabajó como labrador por cuenta propia, y declinó la oferta para unirse a un koljós o granja colectiva.
Vivió con su nieto y siguió cazando y pescando en el territorio del koljós «Rassvet» (en ruso: Рассвет, ‘Amanecer’). Fue apodado «Biriuk» (‘lobo solitario’).

## Altos de Málkino
La región de Kuzmín fue ocupada por las fuerzas de la Alemania nazi durante la Segunda Guerra Mundial. En febrero de 1942, albergó a un batallón alemán en el pueblo de Kurákino. La unidad alemana tenía órdenes de atravesar la defensa soviética en el área de Velíkiye Luki avanzando hasta la retaguardia de las tropas soviéticas atrincheradas en los altos de Málkino.
El 13 de febrero de 1942, el comandante alemán pidió a Kuzmín, que tenía 83 años, que guiase a sus hombres y le ofreció dinero, harina, queroseno y un rifle de caza «Tres Anillos». Kuzmín aceptó, pero, al saber de la ruta propuesta, envió a su nieto Vasili a Pérshino, a 6 km de Kurákino, para alertar a las tropas soviéticas y proponer una emboscada cerca del pueblo de Málkino. Por la noche, Kuzmín guio a los alemanes a lo largo de los barrancos, dio vueltas a través de los arbustos y bosquecillos. Al amanecer, los alemanes completamente cansados y helados, cerca de Málkino, los esperaban los defensores del pueblo y el 2.º batallón de la 31.ª Brigada de Fusileros Cadetes del Frente de Kalinin. El batallón alemán fue recibido con fuego de ametralladora y sufrió grandes pérdidas: unos 50 muertos y 20 capturados. El campo se cubrió de cadáveres. En medio del caos, un oficial alemán vio que su destacamento había caído en una trampa, disparó al anciano dos veces, acabando con su vida.
Tres días después, Kuzmin fue enterrado con honores militares. Posteriormente, fue sepultado de nuevo en el cementerio militar de Velíkiye Luki.

## Homenajes
La muerte de Kuzmín fue reflejada en un artículo del corresponsal de guerra Borís Polevói en el diario Pravda. En 1948, Polevói escribió el cuento infantil El último día de Matvéi Kuzmín.
El sacrificio de Kuzmín, que fue comparado con el de Iván Susanin, le ganó el honor póstumo de ser nombrado Héroe de la Unión Soviética.
Su nombre fue recordado en calles de distintas localidades de la URSS. También se bautizó un arrastrero armado en su honor.
En 1943, se emplazó una estatua en su honor, diseñada por el escultor Matvéi Mánizer, en la estación Izmailovski del Metro de Moscú.